# Кромоны
Кромон — лекарственное средство, применяемое в лечение бронхиальной астмы, содержит в своём составе тучный стабилизатор недокромилат натрия или кромогликат натрия.

## История
Изначально, кромоны использовались в качестве противовоспалительного средства при бронхиальной астме, но затем, благодаря их эффективности и безопасности, кромоны стали использоваться и в лечение лёгких форм заболеваний. Препараты недокромилат натрия и кромогликат натрия выпускают в форме спреев, ингаляторов. У детей кромоны применяются четыре раза в сутки (старше 2 лет). Стабильный результат использования препарата появляется после терапии сроком 6-8 недель.